# Gustaf Rodén
Karl Gustaf Rodén, född 27 augusti 1860 i Ryssby socken, Kronobergs län, död 23 november 1943 i Uppsala, var en svensk missionär.
Gustaf Rodén var son till lantbrukaren Johannes Abrahamsson Klöver. Han ägnade sig efter genomgången folkskola åt gårdfarihandel 1874–1877 men inriktades efter religiös omvändelse helt på mission, och genomgick Per August Arnmans evangelistskola i Vånga socken, Östergötland. Han studerade vid Fjellstedtska skolan i Uppsala 1877–1879 och vid Johannelunds missionsinstitut i Stockholm 1879–1883 samt prästvigdes i Skara 1883 och var pastorsadjunkt i Vadstena 1884. Samma år stationerades Rodén som Evangeliska fosterlandsstiftelsens missionär i Eritrea där han i Monkullo från 1885, i Arkiko från 1887 och i Gheleb 1890–1920 utförde en pionjärgärning i missionens tjänst. Sina kunskaper som de tigretalande stammarna dokumenterade Rodén i den på tigre och italienska skrivna Le Tribù dei Mensa (1913). Han gjorde även etnografiskt värdefulla fynd inom detta område. Sin främsta kulturella insats gjorde Rodén genom att åt de tigretalande stammarna skapa en litteratur av läroböcker, sångsamlingar och andliga skrifter. Hans bibelöversättning till tigre påbörjades med Nya testamentet (1889, reviderad 1902) och fortsattes efter återkomsten till Sverige med Gamla testamentet (1930–1943). På uppdrag av Brittiska och utländska bibelsällskapet verkställde Rodén 1906–1907 en revidering av den amhariska bibelöversättningen.